# Miyake
miyake(일본어 요미가나 : みやけ, 1980년 10월 2일 ~ )는 일본의 가수, 래퍼, 작곡가, 뮤지션이다. 본명은 미야케 미쓰유키(일본어: 三宅 光幸)이다. 오카야마현 구라시키시 출신이다.
초기에는 "mitsu"라고도 표기했으며 멤버 소개 등에서는 단순히 "miyake", 애칭 "밋쿤"(ミックン, miCKun, 본인이 가로된 성 "미야케"에서), "미쓰오"(ミツオ), "밋쓰 맨그로브"(ミッツ・マングローブ, 라디오 방송에서 붙여진 애칭이지만 본인은 부정하고 있다).